# Gonnosfanadiga
Gonnosfanadiga (sardinsky: Gònnos) je italská obec (comune) v provincii Sud Sardegna v regionu Sardinie. Nachází se ve výšce 180 metrů nad mořem a má přibližně 6 200 obyvatel. Rozloha obce je 125,19 km².